# Catantopsis basalis
Catantopsis basalis är en insektsart som först beskrevs av Walker, F. 1870.  Catantopsis basalis ingår i släktet Catantopsis och familjen gräshoppor. Inga underarter finns listade i Catalogue of Life.